# Nordbrandenburgisches Platten- und Hügelland
Das Nordbrandenburgische Platten- und Hügelland ist ein Naturraum im Nordwesten Brandenburgs sowie in geringerem Umfang im Südwesten Mecklenburg-Vorpommerns und Nordosten Sachsen-Anhalts. Es stellt die Haupteinheitengruppe 77 in der Naturräumlichen Gliederung Deutschlands in Großregionen dar.
Der Brandenburger Teil des Nordbrandenburgischen Platten- und Hügellandes deckt sich im Wesentlichen mit dem als Prignitz und Ruppiner Land bezeichneten Naturraum im Strukturatlas des Landes Brandenburg.

## Lage
Das Nordbrandenburgische Platten- und Hügelland ist Teil des Norddeutschen Tieflandes. Es erstreckt sich von der Eldeniederung im Westen bis in die Mitte Nordbrandenburgs zur Havel. Benachbarte naturräumliche Landschaften sind das Südwestliche Vorland der Mecklenburgischen Seenplatte im Nordwesten, die Mecklenburgische Seenplatte im Nordosten, das Luchland im Südosten und die Elbtalniederung im Südwesten.

## Beschreibung
Mehrere Grundmoränenplatten Saale- und Weichseleiszeitlichen Ursprungs bilden den Kern des Nordbrandenburgischen Platten- und Hügellandes. Daneben finden sich Sander und Talsandflächen sowie die Stauch- und Endmoränenhügel der Ruhner Berge mit einer Höhe von bis zu 176,8 m ü. NHN.
Mit Ausnahme der Granseer Platte im Osten fällt das Land überwiegend von Norden nach Süden hin ab. Dementsprechend wird die Landschaft von Elde, Löcknitz, Stepenitz, Dosse und Rhin mit ihren Nebenflüssen zum Rhinluch und der Elbe hin entwässert. Die Mitte durchziehen mit Kyritzer Seenkette und der Kette um den Ruppiner See langgestreckte Rinnenseen. Im Osten der Landschaft finden sich auch Grundmoränenseen, im Westen der Rudower See.

## Naturräumliche Gliederung
Das Nordbrandenburgische Platten- und Hügelland wird wie folgt untergliedert:
- 77 Nordbrandenburgische Platten- und Hügelland
  - 770 Prignitz (1599 km²)
  - 771 Ruhner Berge (156 km²)
  - 772 Parchim-Meyenburger Sandflächen (581 km²)
  - 773 Kyritzer Platte (401,5 km²)
  - 774 Perleberger Heide (323 km²)
  - 775 Dosseniederung (362 km²)
  - 776–779 Ruppiner Heiden und Platten (1663,5 km²)
    - 776 Wittstock-Ruppiner Heide (504 km²)
    - 777 Ruppiner Platte  (485 km²)
    - 778 Granseer Platte  (577 km²)
    - 779 Rüthnicker Heide  (97,5 km²)

Die Einheit Ruppiner Heiden und Platten wird dabei, trotz vier vergebener dreistelliger Nummern, als nur eine Haupteinheit angesehen.